# Arndrup Mølle
Arndrup Mølle  er en tidligere vandmølle ved Arnå beliggende syd for  Bedsted, øst Løgumkloster, i Tønder Kommune. Den  har frem til 1947 leveret vandkraft til mølledrift og produktion af elektricitet.  Møllens historie strækker sig tilbage til middelalderen  hvor den var underlagt klosteret Løgumkloster. Senere blev den arvepagtemølle under Gottorp Slot. Den er nu  et landbrug på ca. 208 ha med en slagtesvineproduktion.
Den 26. april 1848 mistede maleren Johan Thomas Lundbye livet nær Arndrup Mølle. J. T. Lundbye havde meldt sig frivilligt, da Treårskrigen (1. Slesvigske krig) brød ud i 1848. J. T. Lundbye nåede dog aldrig at komme i kamp, idet det forlyder, at han døde ved en vådeskudsulykke på Arndrup Mølles gårdsplads. Efterfølgende blev J. T. Lundbye bragt til nærliggende Bedsted, hvor han blev begravet i et Dannebrogs-flag. 
|  | Denne artikel om en bygning eller et bygningsværk kan blive bedre, hvis der indsættes et (bedre) billede. Du kan hjælpe ved at afsøge Wikimedia Commons for et passende billede eller lægge et op på Wikimedia Commons med en af de tilladte licenser og indsætte det i artiklen. |

55°3′4.4″N 9°6′39.69″Ø / 55.051222°N 9.1110250°Ø